# Кулибали, Исса Малик
Исса Малик Кулибали (фр. Issa Malick Coulibaly; род. 19 августа 1953, Корого) — ивуарийский политический и государственный деятель, министр сельского хозяйства (2010—2011). 

## Биография
Родился 19 августа 1953 года в Корого, Кот-д’Ивуар. Окончил среднюю школу в своём родном городе, после чего учился в университете на медицинском факультете пульмонологии и фтизиатрии.
В 1993 году был назначен руководителем национальной программы по борьбе со СПИДом, а позднее стал работать консультантом в ряде специализированных медицинских агентств и программ ООН, включая ВОЗ и ЮНИСЕФ. С 2000 по 2007 год он занимал должность координатора деятельности медицинских служб в министерстве здравоохранения страны.
В апреле 2009 года он был назначен заместителем руководителя администрации президента страны, а во время президентских выборов 2010 года Лоран Гбагбо назначил его руководителем своей избирательной кампании. После окончания выборов Кулибали был назначен министром сельского хозяйства в правительстве Жильбера Мари Н’Гбо Аке. После ареста Гбагбо 11 апреля 2011 года Кулибали отправился в изгнание в Бенин, где продолжил своё сотрудничество с медицинскими программами ООН, а 10 сентября 2021 года вернулся в Кот-д’Ивуар спустя десять лет.

## Личная жизнь
Кулибали является внуком вождя народа сенуфо Гбона Кулибали, который считается патриархом семьи. Кроме того, он является двоюродным братом первого мэра Корого Лансина Гона Кулибали и дядей бывшего премьер-министра Адаму Гона Кулибали.